# Sympycnus bicoloripes
Sympycnus bicoloripes är en tvåvingeart som beskrevs av Van Duzee 1930. Sympycnus bicoloripes ingår i släktet Sympycnus och familjen styltflugor. Inga underarter finns listade i Catalogue of Life.